# Sobranie
Trwa dyskusja nad usunięciem tego artykułu, kliknij i weź w niej udział.

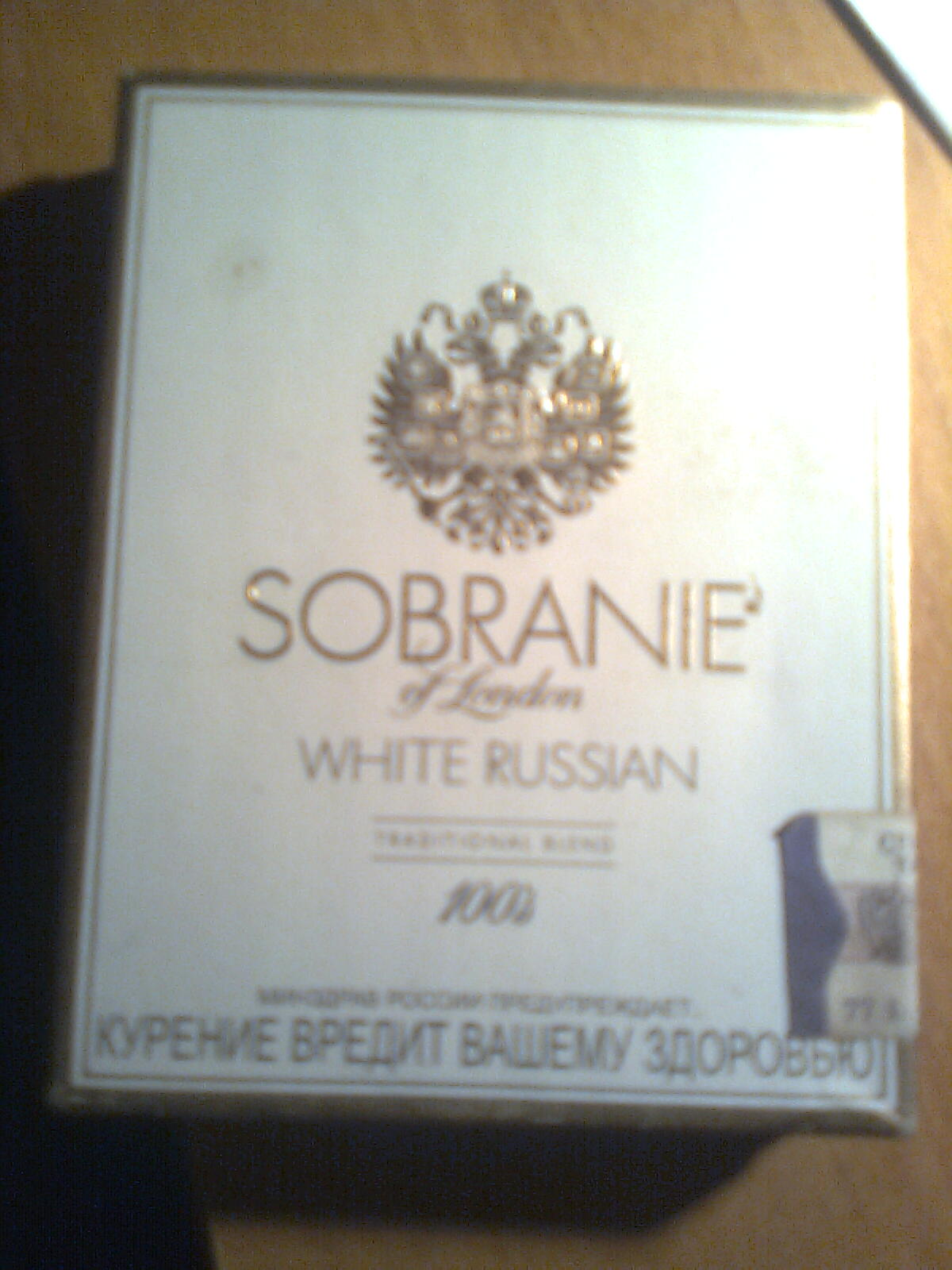
Sobranie White Russian

Sobranie – ekskluzywna marka papierosów, produkowana przez kompanię Gallaher. Jej standardowe produkty to Sobranie Black Russian i White Russian, a także Sobranie Cocktail. Oprócz nich w sprzedaży występują także bardziej typowe papierosy, przeznaczone głównie dla kobiet. Producent wycofał Sobranie ze sprzedaży z większości rynków Europy Zachodniej – są dostępne tylko m.in. na Ukrainie i w Rosji, a także w kilku krajach Azji Południowo-Wschodniej.